# Johannes Gutenberg
Pour les articles homonymes, voir Gutenberg.
Il existe peu de documents sur la vie de Gutenberg et la manière dont il a conçu son invention. Tout ce qui va suivre est donc une interprétation des documents existants. Il peut donc exister de légères variations suivant les sources compulsées.
Johannes Gutenberg, de son nom complet allemand Johannes Gensfleisch zur Laden zum Gutenberg, souvent appelé  simplement Gutenberg, , né vers 1400 à Mayence (Saint-Empire romain germanique), ville dans laquelle il est mort le 3 février 1468, est un imprimeur allemand devenu célèbre grâce à l'invention des caractères métalliques mobiles, qui a révolutionné la reproduction des textes et a été déterminante dans la diffusion du savoir en Europe, constituant un des éléments clefs de la Renaissance et de l'Époque moderne en Europe.
Malgré son invention, Gutenberg connaît une existence difficile. Associé à Johann Fust et Peter Schoeffer, il perd en octobre 1455 le procès contre son créancier Fust qui saisit l’atelier avec le matériel et les impressions réalisées. Gutenberg n'est sauvé de la misère que grâce à Adolphe II de Nassau qui lui accorde une pension à vie et le titre de gentilhomme de sa cour.
Certains ouvrages anciens emploient l'orthographe francisée Gutemberg, de même que son prénom est parfois francisé en Jean.

## Biographie

### Sources
La documentation concernant ce personnage est maigre : il demeure seulement trente-six documents antérieurs à sa mort, la majorité étant des archives judiciaires particulièrement arides et sujettes à interprétations. Cela a fait naître de nombreux portraits fantasmés et ambivalents : génial inventeur ; ou voleur d'idées. Victime dépouillée de son invention ; ou usurpateur qui aurait exploité un procédé mis au point par d'autres inventeurs avant lui. Humaniste ; ou homme d'affaires dévoré par l'appât du gain.

### Formation
Johannes Gutenberg, né à Mayence aux alentours de 1400, est le troisième enfant d'une famille aisée de la haute bourgeoisie, celle de Friele Gensfleisch zur Laden, orfèvre de profession, également marchand d'étoffes, et d'Else Wirich,. Il semble qu'il a été baptisé dans l'église Saint-Christophe, proche de sa maison natale.
Les lieux de séjour et les activités de Gutenberg ne sont pas connus entre 1400 et 1420. Au regard de ses activités ultérieures et du niveau social de sa famille, des études universitaires sont probables, peut-être à Erfurt durant le semestre d'hiver 1419-1420,,. En 1429, les corporations d'artisans et de marchands de la ville libre de Mayence se soulèvent contre le patriciat oligarchique et forcent les familles dirigeantes à l'exil.

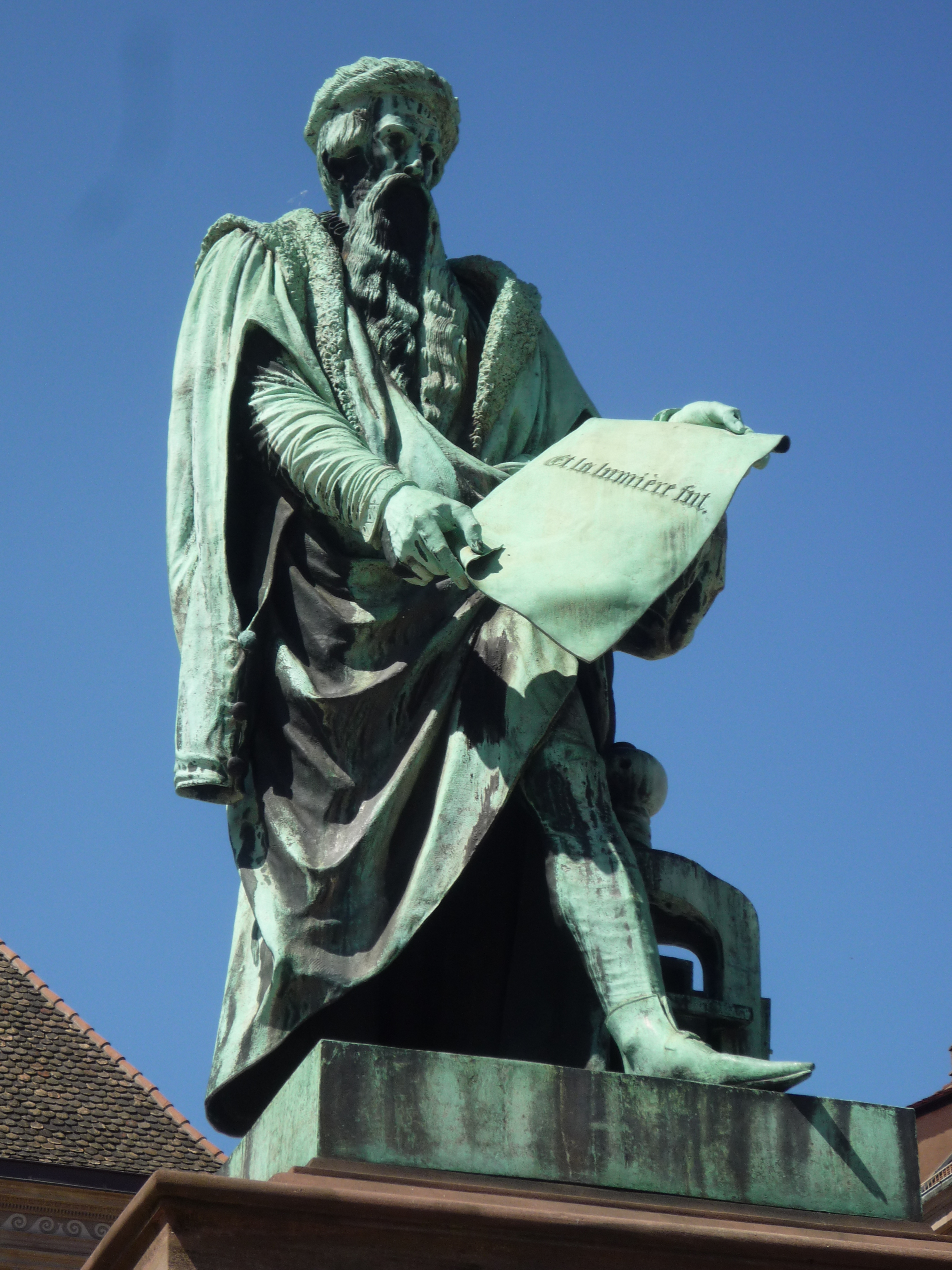
Statue en bronze de Gutenberg par David d'Angers (1840), place Gutenberg, Strasbourg : la houppelande relevée sur la jambe gauche et le bonnet bordé de fourrure, l'imprimeur tend une page de la fameuse Bible à 42 lignes sur laquelle on peut lire le verset de la Genèse Et la lumière fut.

Entre 1434 et 1444 (peut-être dès 1429), la famille Gutenberg s'installe dans le quartier Saint-Arbogast de Strasbourg. Gutenberg a peut-être été formé à des techniques d'orfèvrerie. Il apprend notamment la ciselure et la maîtrise des alliages, qui constitueront les bases de sa future invention, lui permettant de concevoir des caractères d'imprimerie résistants et reproductibles. Il s'associe notamment vers 1438 avec le bailli de Lichtenau et des négociants pour fabriquer des enseignes de pèlerinage, certaines constituées d'un alliage où dominent le plomb et l'étain, et un petit miroir y étant serti, d'autres peut-être constituées d'une feuille de métal estampé, toutes devant être mises en vente lors du pèlerinage d'Aix-la-Chapelle de 1439.
Il n'existe aucune trace de son activité au cours des quatre années suivantes. De retour à Mayence en 1448 au plus tard, il poursuit les travaux commencés à Strasbourg et emprunte de l'argent à son cousin Arnold Gelthus pour construire une presse.

### Invention du caractère mobile d'imprimerie typographique
Le concile de Bâle, qui s'ouvre en 1431, rassemble de nombreux intellectuels et universitaires dont les écrits ont besoin d'être reproduits, ce qui conduit au développement de moulins à papier. Vingt ans plus tard, les frères Galliziani, venus du Piémont, s'installent à Bâle et importent en Suisse et en France leur technique de fabrication du papier d'imprimerie moins coûteux que le papier de chancellerie. Les besoins des bibliothèques et des universités qui se développent, l'ouverture d'écoles, la multiplication des lecteurs, sont autant de facteurs qui justifient les recherches de Gutenberg à Strasbourg, grand centre commercial et intellectuel européen, pour assurer la reproduction rapide et multiple des textes et l'abaissement du prix des livres par une répartition des coûts de fabrication sur plusieurs exemplaires.

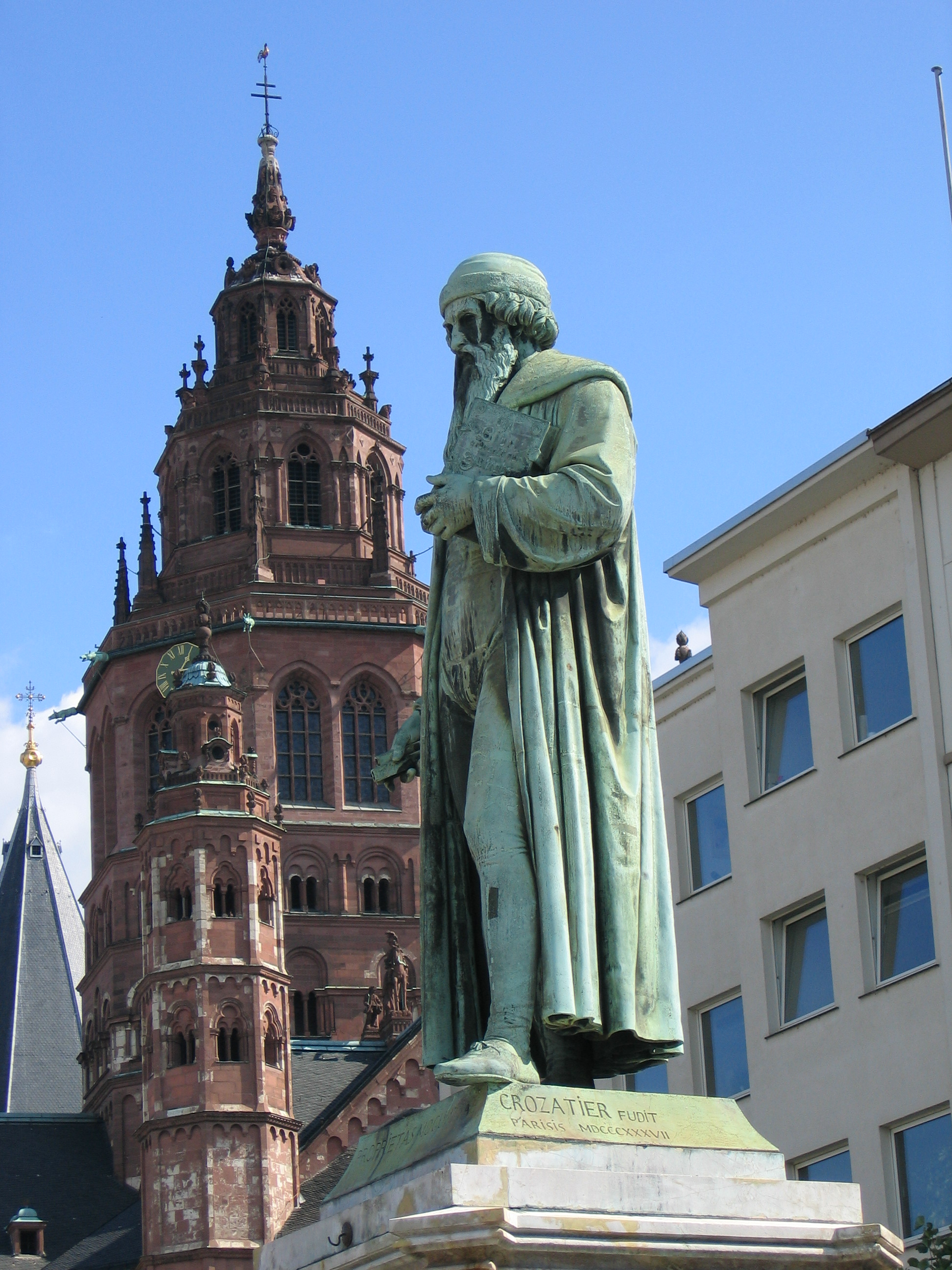
Statue de Gutenberg par Bertel Thorvaldsen (1837), moulage par Charles Crozatier, Gutenbergplatz, Mayence : l'imprimeur tient dans la main droite un paquet de caractères mobiles et dans la main gauche la Bible B42.

Rentré dans sa ville natale de Mayence en 1448, Johannes Gutenberg y poursuit ses recherches et, deux ans plus tard, persuade le riche banquier Johann Fust de l'aider à financer son projet. Fust prête 800 florins — somme considérable pour l'époque — à Gutenberg et 300 florins par an pour les frais généraux. Il devient de fait son associé. En homme d’affaires avisé, Fust rédige un contrat particulièrement contraignant pour Gutenberg. En garantie d’hypothèque, Gutenberg devra engager sa presse et ses outils et réglera 6 % d’intérêt l’an. Fust se montrera magnanime et ne lui réclamera pas les intérêts, du moins dans un premier temps. Pour espérer des revenus suffisants, Fust et Gutenberg doivent choisir d'imprimer un livre dont le tirage permettra de couvrir les sommes engagées. À l’époque, le seul livre susceptible de connaître un succès immédiat est la Bible dans la version en latin de saint Jérôme, la Vulgate, livre qui demande environ trois ans de travail à un moine copiste pour être entièrement recopié. L'idée première de Gutenberg pour imposer son invention est d'imiter parfaitement les livres manuscrits (codex). À ce jour, le modèle précis de Bible utilisé par Gutenberg demeure inconnu.
C'est à cette époque que Gutenberg perfectionne simultanément les différents éléments qui constituent son invention :
- la technique de production des caractères en métal interchangeables et égaux (alliage de plomb, étain et antimoine) à l'aide de timbres d'acier coupés, de matrices de cuivre et d'un instrument à couler, proche des caractères mobiles du Jikji ; ce premier livre imprimé est publié par le monastère de Hŭngdŏk en 1377, soit 78 ans avant la Bible de Gutenberg[16] ; auparavant Bi Sheng utilisait des caractères mobiles en argile (XIe siècle) ;la presse à bras ; en Asie, l'imprimerie utilisait un frotton ;
- l'encre d'impression, à base d'huile de lin[réf. nécessaire] (liant) et de suie de résineux (pigments) ; jusqu'alors l'encre utilisée par les copistes était à base d'eau et l'impression en Asie utilisait également une encre à l'eau.

#### Premières impressions

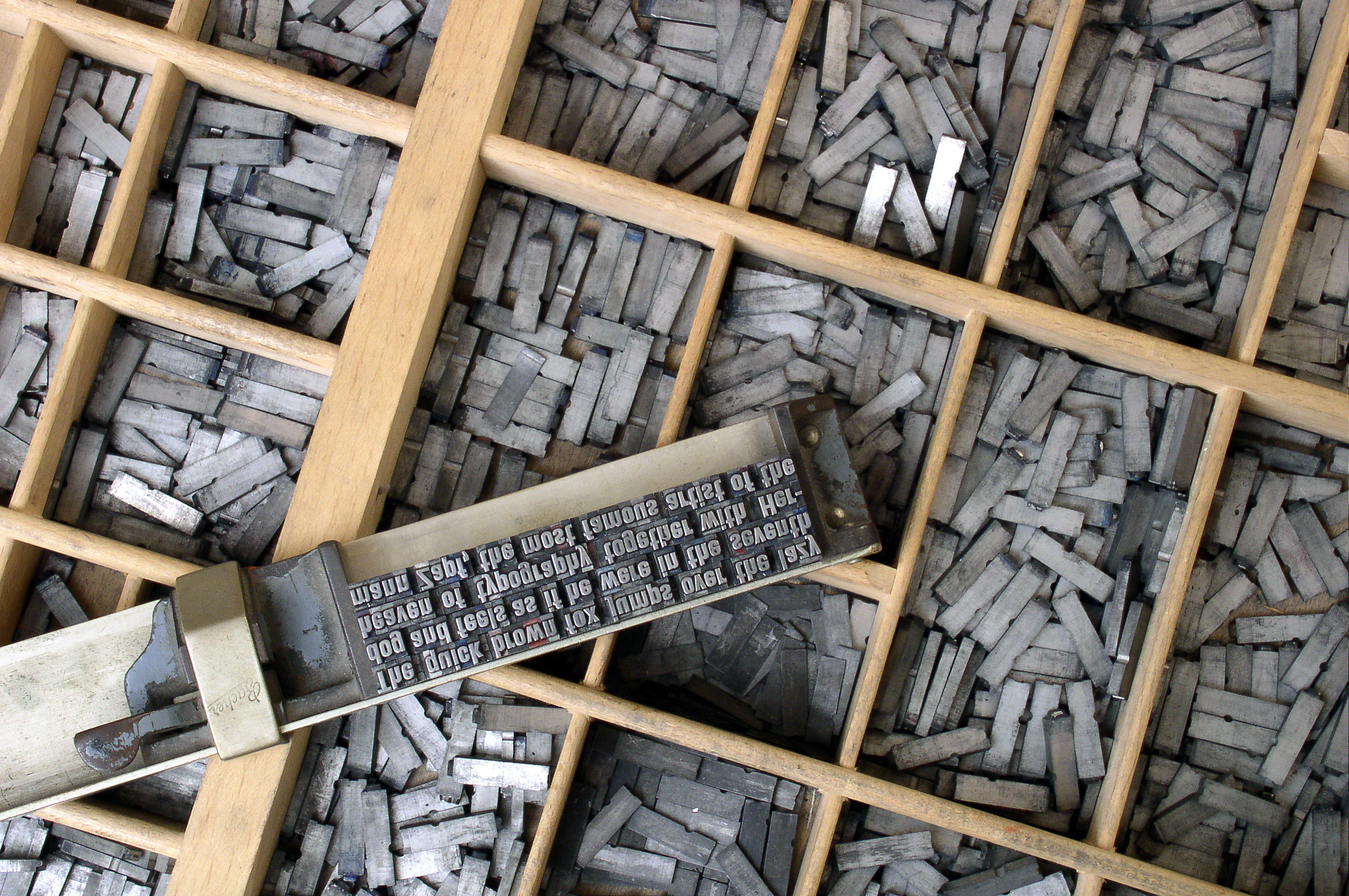
Caractères mobiles.

Les nouveaux outils mis au point par Gutenberg et ses ouvriers lui servent d'abord à imprimer de petits documents, des poèmes, la grammaire latine de Donat (dont il ne subsiste que quelques fragments), des lettres d'indulgence pour l'Église, etc. Les lettres d'indulgence à trente et une lignes (dont la plus vieille, datée du 22 octobre 1454, est le premier spécimen d'une œuvre d'imprimerie venant de Mayence) et les petits ouvrages connus ont, semble-t-il, été produits par un apprenti de Gutenberg. Le plus ancien ouvrage complet qui subsiste à ce jour, imprimé par Gutenberg, est probablement le calendrier turc (Türkenkalender), portant le titre Eyn manung der cristenheit widder die durken (Une admonition de la chrétienté contre les Turcs) et dont l'unique exemplaire conservé dans la bibliothèque de Munich date de 1455. Toutes ces publications sont caractérisées par les mêmes caractères typographiques, appelés DK type (abréviation de Donat-Kalender Type).
La mise au point de la presse prend plus de temps que prévu, les frais courent et les premiers investissements de Fust ne suffisent plus pour financer l'entreprise. En 1454, Fust avance à nouveau 800 florins pour poursuivre l’impression des bibles sur vélin et, sans doute par économie, sur papier.

#### Impression de la Bible B42

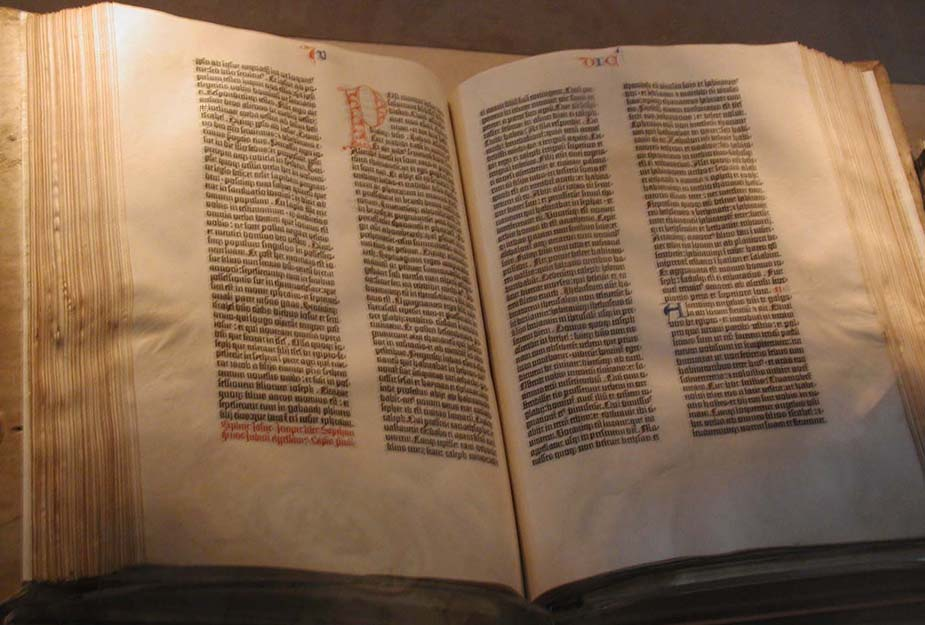
Bible de Gutenberg, bibliothèque du Congrès, Washington D.C..

Gutenberg et ses ouvriers, dont Pierre Schoeffer, impriment la Bible en six cent quarante et un feuillets répartis en soixante-six cahiers.
Composée à partir de la Vulgate de saint Jérôme, la Bible de Gutenberg est considérée comme l'œuvre la plus technique et la plus belle de l'imprimerie de Gutenberg. Chaque page, présentée comme une page manuscrite et composée de caractères gothiques de type textura, se divise en deux colonnes de quarante-deux lignes chacune. Entre 1452 et 1455, la Bible à quarante-deux lignes a été imprimée à environ cent quatre-vingts exemplaires. Quarante-huit[réf. nécessaire] d'entre eux sont conservés et douze sont imprimés sur parchemin.

### Le procès et la ruine

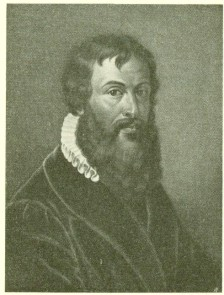
Peter Schoeffer.

Malheureusement pour Gutenberg, l'impression des livres connaît un succès commercial insuffisant. Dans l’inventaire de son atelier, les bibles resteront en rayonnage quelque temps.
Fust, qui a investi plus de 2 500 florins dans l'entreprise, est furieux contre Gutenberg qui lui avait promis un succès rapide. Gutenberg refusant de lui rembourser — ou ne le pouvant pas — le capital qu'il lui avait prêté avec les intérêts, Fust porte l'affaire en justice. Le tribunal tranche en faveur de Fust, en énonçant qu'il ne s'agit pas d'un prêt, mais d'un investissement : Fust n'est pas prêteur, il est associé,.
Fust obtient alors la gestion de l'atelier et la mise en gage de la presse. Il continue l'entreprise d'imprimerie sous son propre nom. Dans la plus vieille édition du Psalmorum Codex, parue pour la première fois le 14 août 1457, seuls les noms de Fust et de Schoeffer sont mentionnés. Ce livre, remarquable par sa qualité d’impression, par son texte imprimé en noir et rouge et par la régularité de la fonte des caractères, décoré de lettrines ornées et filigranées, apporte alors une certaine notoriété aux deux hommes.
Pour élargir leur clientèle et pour dépasser le petit cercle des bourgeois cultivés et des universitaires, Fust et Schoeffer orientent rapidement leur production vers des éditions de moindre ampleur, plus faciles à vendre. Ils s’installent à Paris pour y vendre leurs livres, en 1463, l’imprimerie n’existant pas encore en France à cette date. Fust ne profite pas longtemps de sa réussite : il meurt à Paris en 1466. Il a tout de même le temps de voir s'installer, rue Saint-Jacques, une quantité d'imprimeurs d'origine germanique.

### Le gentilhomme Gutenberg

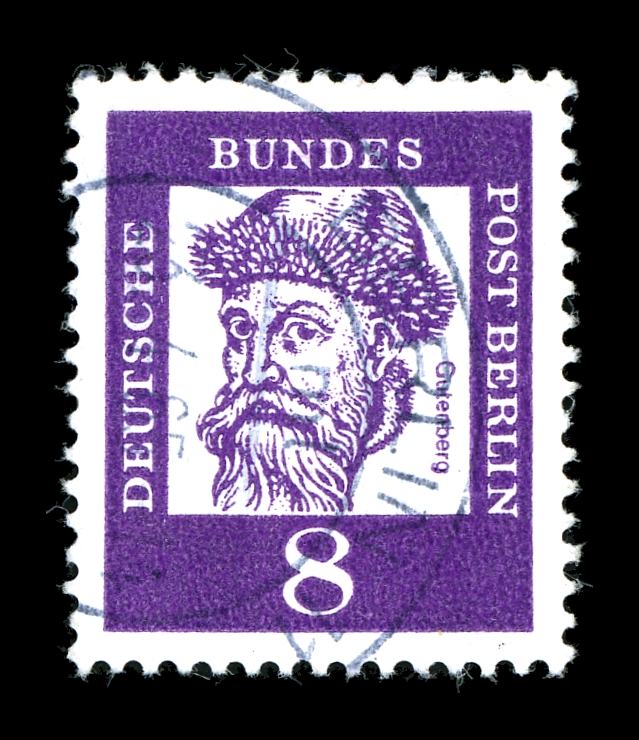
Timbre de 1961, série « Les Allemands célèbres ».

Insolvable, Gutenberg tente de relancer un atelier d'imprimerie et participe en 1459 à une édition de la Bible dans la ville de Bamberg. Ses travaux ne portant ni date ni nom, il est encore difficile d'identifier avec certitude les documents provenant de son atelier. Le dictionnaire Catholicon, de sept cent quarante-quatre pages, imprimé à trois cents exemplaires à Mayence en 1460, est de sa composition. Il imprime entre autres des lettres d'indulgence. À partir de 1461, on ne trouve plus de traces de publications issues de l'atelier de Mayence de Gutenberg. Sans doute est-il trop vieux pour exercer son activité. Il est possible qu'il ait enseigné son art contre rétribution.
En janvier 1465, alors qu'il vit modestement dans l'hospice Algesheimer Hof (de), Gutenberg est nommé gentilhomme auprès de l'archevêque de Mayence Adolphe II de Nassau. Il bénéficie alors d'une rente et de divers avantages en nature. Il meurt probablement le 3 février 1468, largement méconnu par ses contemporains, et est enterré à Mayence dans un cimetière qui sera détruit plus tard. Sa tombe est aujourd'hui perdue.

## Gutenberg et l’invention de l’imprimerie à caractères mobiles

Diffusion de l'imprimerie au XVe siècle.

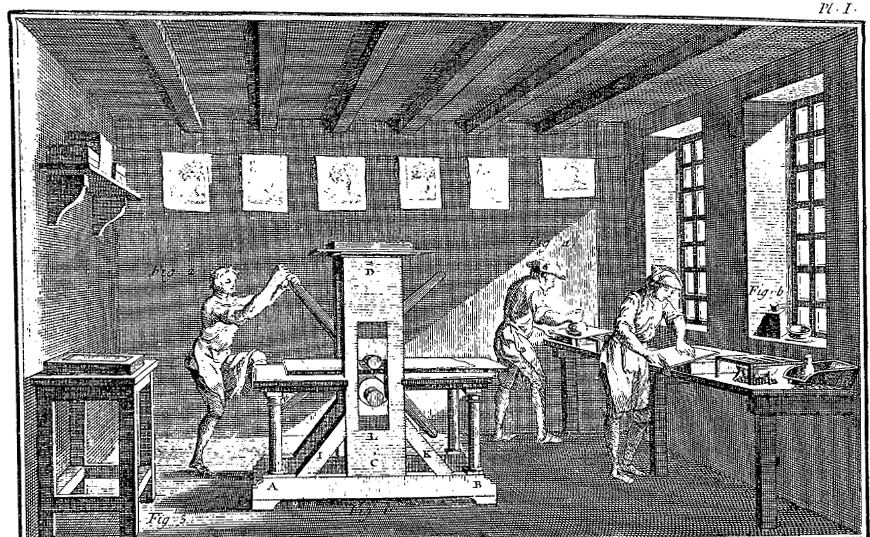
Presse xylographique à bras en bois.

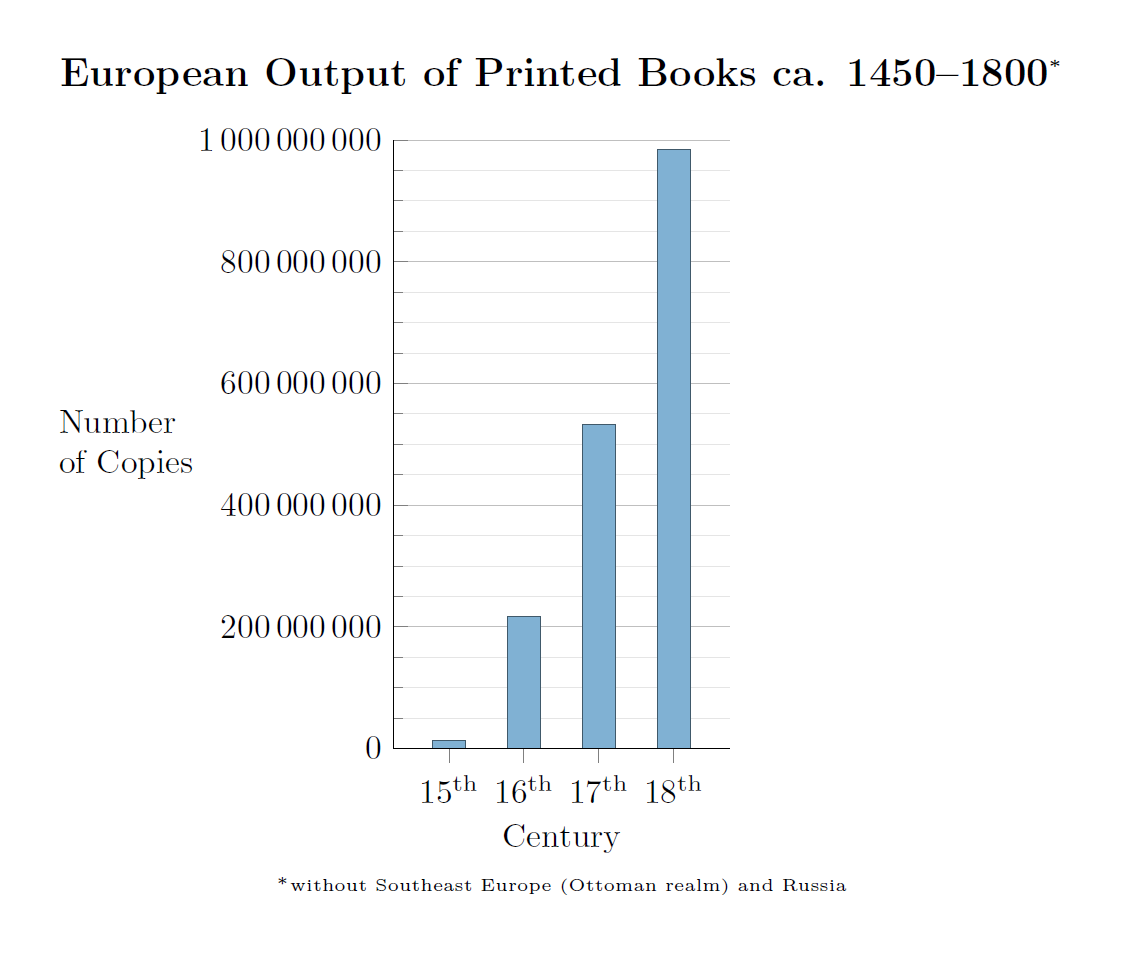
Production des livres imprimés de l'Europe entre 1450 et 1800.

Associé à Johann Fust et à Pierre Schoeffer, Johannes Gutenberg est l’inventeur de l’imprimerie à caractères mobiles en Europe.
Pour parvenir à ses fins, Gutenberg est à l’origine de nombreuses innovations :
- un alliage à base de plomb, d’étain et d’antimoine qui a la particularité de fondre facilement et de ne pas se déformer en refroidissant ;
- un moule à fondre à la main, avec une matrice en négatif du caractère ;
- la casse de composition ;
- l’amélioration de la presse d’imprimeur existante, ou presse xylographique ;
- une encre très forte comme de la glu, qui ne « poche » pas sur la feuille.

Depuis longtemps, on[Qui ?] conteste à Johannes Gutenberg l’invention de l’imprimerie typographique et celui-ci n’a jamais rien fait pour s’assurer la paternité de son invention. Aucune date d’impression ni de signature ne figure sur les livres. Le premier colophon apparaît avec les impressions de Johann Fust et Pierre Schoeffer.
Pourtant, dès 1472, Guillaume Fichet, bibliothécaire à la Sorbonne, écrit en latin dans une lettre jointe à l’édition princeps « De l’orthographia de Gasparino Barzizza » que « Joannem Benemontano [traduction latine de Johannes Gutenberg] est le premier à avoir imprimé un livre digne de ce nom », en référence aux livres manuscrits de l’époque, les codex. Guillaume Fichet, qui a très largement contribué à l’installation de l’imprimerie en France avec l’aide d'anciens élèves de Jean Gutenberg, Ulrich Gering, Martin Grantz et Michel Friburger, avait appris par eux le nom de leur maître.
En 1504, le professeur Ivo Wittig de Mayence dédicace un livre à Gutenberg, qualifié d’inventeur de la typographie.
Au XIXe siècle, Ambroise Firmin Didot, fervent partisan de Gutenberg, trouva des lettres, dont la plus ancienne, datée de 1499, atteste explicitement la paternité de l’invention à Jean Gutenberg.

### Contemporains de Gutenberg ayant mené des recherches similaires ou appliqué la découverte de Gutenberg
- Procope Waldfoghel (orfèvre praguois)[27]
- Johannes Mentelin
- Laurens Janszoon Coster
- Nicolas Jenson
- Peter Schoeffer

### Contexte historique

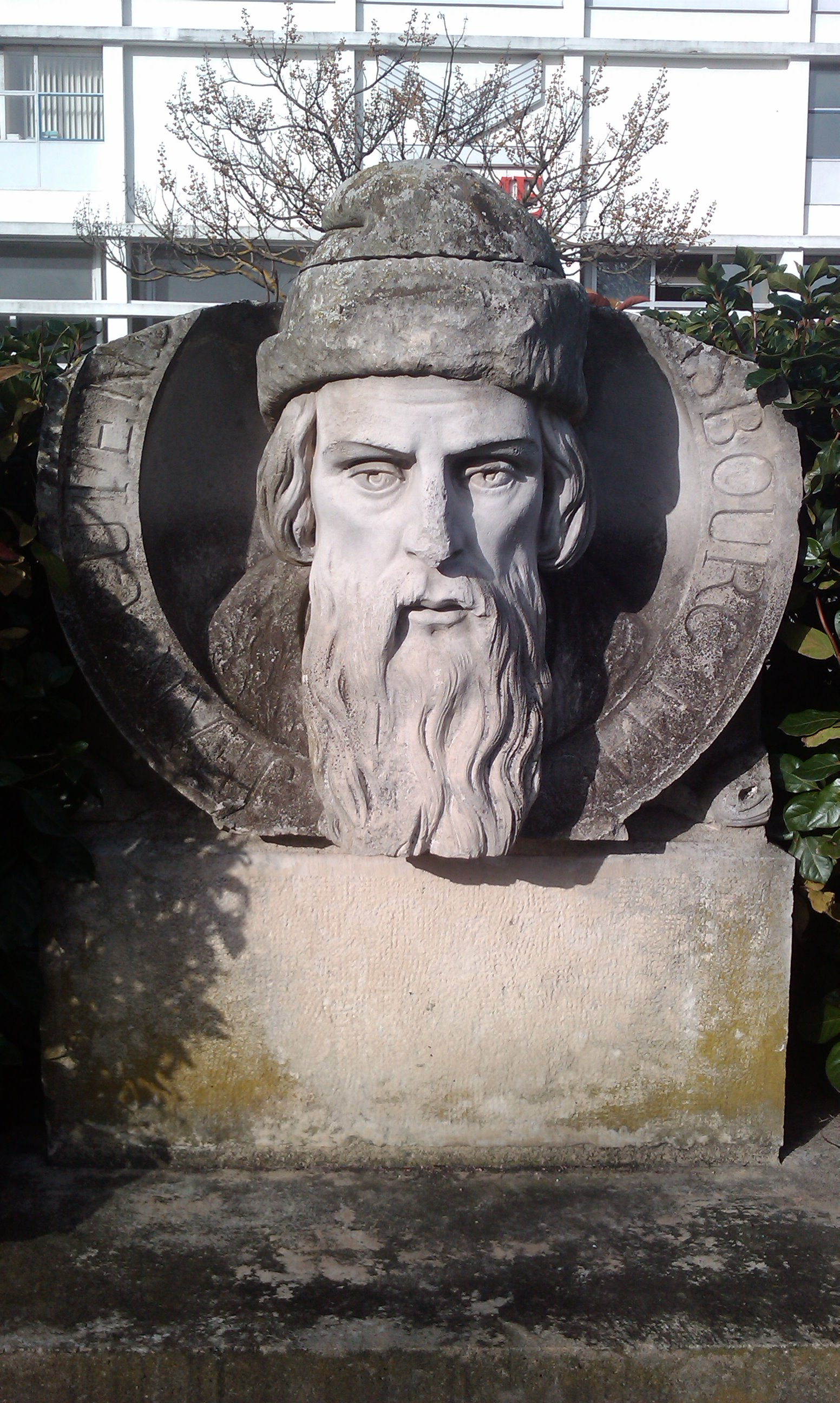
Buste de Johannes Gutenberg situé dans la cour d'une imprimerie tourangelle.

Au Moyen Âge, les textes étaient peu répandus car peu de gens savaient lire. Les livres sont produits ou reproduits dans les monastères par des moines copistes. Les illustrations sont réalisées par des moines spécialisés, les enlumineurs. Les rubricateurs intervenaient pour faire ressortir, par des couleurs, les Nomina sacra.
Dans certains cas, les laïcs pouvaient produire des codex avec l’approbation des monastères. À partir du XIVe siècle, le procédé de xylographie permettait de reproduire un texte à grande échelle : il consistait à graver un document à l’envers sur du bois, puis à l’appliquer, une fois recouvert d’encre, sur du papier.
Selon la légende, c’est en voyant fonctionner un pressoir vinicole à Strasbourg, que Gutenberg eut l’idée d’un nouveau procédé d’impression. Celui-ci permit de produire 180 Bibles en l’espace de trois ans, alors qu’un moine, dans le même temps, recopiait une seule Bible.
En imaginant de les rendre mobiles et en améliorant leur longévité par l'utilisation du métal, Gutenberg rendait les caractères réutilisables et interchangeables. Cette innovation a provoqué une révolution culturelle : le livre est rendu public, dans les villes commerçantes et universitaires, et les ateliers d’imprimerie fleurissent, augmentant la production des livres. Cette révolution s’étend à toute l’Europe, principalement en Italie et aux Pays-Bas.
Grâce à cette explosion culturelle, le savoir n’est plus réservé aux clercs. L’accès plus facile à la connaissance développe le partage des idées, l’esprit critique et, avec lui, l’humanisme.

### De Mayence à l’Europe entière
À la mort de Gutenberg en février 1468, les différents collaborateurs de l’imprimeur ont déjà quitté Mayence depuis longtemps. Ils émigrent dans toute l’Europe, en France et en Italie principalement.

#### France
- 1470-1472 : impression du premier incunable en France dans les locaux de la Sorbonne à Paris, par trois ouvriers allemands issus de l’imprimerie typographique de Mayence, Ulrich Gering, Martin Grantz et Michel Friburger.
- 1537 : François Ier instaure l’obligation de dépôt légal, officiellement pour défendre le statut des libraires.
- 1546 : Étienne Dolet, libraire-imprimeur, est torturé, étranglé et brûlé avec ses livres, à Paris, place Maubert.

## Les procès
Une grande quantité des témoignages sur Gutenberg provient des archives judiciaires, l'inventeur étant manifestement assez procédurier. Parmi les procès où son nom est cité, mentionnons :
- un procès à Strasbourg vers 1436. Il quitte Strasbourg ruiné, certainement avec les outils d'impression qu'il a mis au point.
- un procès à Mayence en 1455, contre son associé Johann Fust. Gutenberg perd ce procès et en sort ruiné. Fust reçoit son imprimerie, donnée en garantie de sa dette.

## Hommages
Une rue de Genève (Suisse), située dans le quartier de la Servette, porte son nom. En 1968, à l'occasion du cinq centième anniversaire de sa mort, la pièce Guten Tag, Gutenberg ! de Jacques Aeschlimann le mettant en scène est diffusée par la Radio suisse romande en son honneur.